# Game of Death (1978)
Game of Death (traditioneel Chinees: 死亡游戏) is de film die Bruce Lee had gepland om zijn vechtkunst Jeet Kune Do te demonstreren. Meer dan 100 minuten aan beeldmateriaal werd opgenomen voor zijn dood.
In het midden van de filmset van The Game of Death, werd Bruce Lee aangeboden om in Enter the Dragon te spelen. Dit was de eerste kungfu-film die geproduceerd werd door een Hollywoodstudio met een budget ongekend voor het genre. Het was een aanbieding die Lee niet kon laten liggen. Nadat de opnames voor Enter the Dragon voltooid waren wilde Bruce Lee weer verdergaan met The Game of Death. Lee overleed echter aan een hersenoedeem, voordat hij de opnames van die film kon hervatten. Vlak voor zijn dood had hij nog gesprekken met acteurs die in de film zouden meespelen.
Na de dood van Lee, werd Enter the Dragon-regisseur Robert Clouse ingeschakeld om extra scènes met een stand-in bij elkaar te knutselen met de originele beelden evenals andere beelden van eerder in de carrière van Bruce Lee. Hier kwam een nieuwe film van uit (getiteld Game of Death), die uitgebracht werd in 1978, bijna 5 jaar na zijn dood, door Columbia Pictures. De film behoort tot de Bruceploitation-rage die toen erg populair was.

## Verhaal
Billy Lo is een voormalig martialarts-kampioen. Hij vecht tegen een gangstersyndicaat na het behalen van het internationale succes als een martialarts-filmster. Wanneer Billy weigert zich te laten intimideren door syndicaathandlanger Steiner (Hugh O'Brian) en zijn bendes van criminelen, geeft eigenaar Dr. Land (Dean Jagger) orders om zijn moord als voorbeeld te stellen voor anderen.
Vermomd als een stuntman, sluipt Lands moordenaar Stick (Mel Novak) op de set van de nieuwe film van Billy en schiet Billy neer tijdens het filmen. Een fragment van de kogel gaat door Billy's gezicht, waardoor hij in leven blijft, maar hij heeft plastische chirurgie nodig en die verandert zijn gelaatstrekken. Billy neemt de kans om te doen alsof hij dood is en vermomt zich om wraak te nemen tegen al wie hem dat onrecht aandeed. Wanneer het syndicaat zijn verloofde Ann Morris (Colleen Camp) bedreigt en ontvoert, is Billy gedwongen om uit zijn schuilplaats te komen om haar te redden. Bruce Lee's vechtscènes in de pagode vinden plaats in de bovenste verdiepingen van het restaurant Red Pepper, waar Dr. Land en zijn boeven een hinderlaag hebben gelegd.

## Rolverdeling
| Acteur              | Personage                                      |
| ------------------- | ---------------------------------------------- |
| Bruce Lee           | Billy Lo / Hai Tien (origineel materiaal)      |
| Kim Tai-chung       | Billy Lo stuntman (vermeld als Kim Tai Jong)   |
| Yuen Biao           | Billy Lo stuntman (vermeld als Bill Yuen)      |
| Albert Sham         | Billy Lo stuntman                              |
| Chris Kent          | Billy Lo (Engelse stem)                        |
| Gig Young           | Jim Marshall                                   |
| Dean Jagger         | Dr. Land                                       |
| Colleen Camp        | Ann Morris                                     |
| Hugh O'Brian        | Steiner                                        |
| Robert Wall         | Carl Miller                                    |
| Dan Inosanto        | Pasqual                                        |
| Kareem Abdul-Jabbar | Hakim                                          |
| Mel Novak           | Stick                                          |
| Sammo Hung          | Lo Chen                                        |
| Ji Han-jae          | vechter in restaurant                          |
| James Tien          | Charlie Wang                                   |
| Roy Chiao           | (oom) Henry Lo (versie in de Verenigde Staten) |
| Casanova Wong       | Lau Yea-chun (versie in Hong Kong)             |